# MY COLOR
『MY COLOR』（マイ・カラー）は、2018年7月10日にT-Palette Recordsから発売されたNegicco通算4作目のスタジオ・アルバム。

## 解説
前作『ティー・フォー・スリー』以降リリースされた、「愛、かましたいの」、「カリプソ娘に花束を」といったシングル表題曲のほか、今作のリード曲で6月12日から先行配信された「キミはドリーム」、7月3日から先行配信された「Never Ending Story」など新曲10曲を収録。
初回限定盤に付属するDisc2には、各メンバーが生誕イベントで発表したソロ楽曲3曲と、新曲「はじまりの場所」を収録。
2018年10月16日、本作のインスト・アルバム『MY COLOR INSTRUMENTAL』が発売される。
2018年11月27日、「MY COLOR」のアナログレコード盤が完全生産限定盤として2枚組で発売された。収録曲はCDの通常盤に収録されていた13曲で、盤面はカラービニール仕様。
2019年1月1日、初回限定版Disc1に収録された全13曲のMVがYouTubeで公開された。

## 収録曲
1. Never Ending Story
作詞：connie、作曲・編曲：Keishi Tanaka
7月3日から先行配信された。
2. キミはドリーム
作詞：こだまさおり、作曲・編曲：石濱翔（MONACA）
リード曲、6月12日から先行配信された。
エースコック『うまさぎっしり新潟シリーズ「Negicco おススメ篇」』CMソング。
3. スマホに写らない
作詞：高橋 一、作曲・編曲：思い出野郎Aチーム
4. 愛、かましたいの
作詞・作曲：堂島孝平、編曲：石崎光
5. Tell me why?
作詞：森雪之丞、作曲・編曲：connie
BS日テレ「Innovative Tomorrow ＶＲが変えるあの業界の未来！」エンディングテーマ曲。
6. She's Gone
作詞・作曲：夏目知幸、編曲：シャムキャッツ
7. カリプソ娘に花束を
作詞・作曲：connie、編曲：サイトウ “JxJx” ジュン・YOUR SONG IS GOOD
8. そして物語は行く
作詞：岩里祐穂、作曲：上田知華、編曲：connie・CRCK/LCKS
9. ノスタルジア
作詞・作曲：中川理沙、編曲：ザ・なつやすみバンド
10. グッデイ・ユア・ライフ（下り ver.）
作詞・作曲：connie 、編曲：connie・長谷泰宏
NEXCO東日本新潟支社 高速道路ソング[3]。
11. 硝子色の夏
作詞：中島愛、作曲・編曲：ミト（クラムボン）
12. 雫の輪
作詞：connie、作曲・編曲：冨田恵一、プロデュース by 冨田恵一
13. 15
作詞・作曲・編曲：connie
曲名の読みは「いちご」。

### Disc2（初回限定盤）
1. 菜の花（Nao☆）
作詞：Nao☆、作曲：北川勝利、編曲：北川勝利・Tansa
2. 星のかけら（Megu）
作詞・作曲・編曲：マウマウ（さよならポニーテール）
3. あの娘が暮らす街（まであとどれくらい?）（Kaede）
作詞・作曲：澤部渡、編曲：スカート
4. はじまりの場所
作詞：Nao☆、作曲：connie、編曲：connie・Shiggy Jr.・長谷泰宏

## クレジット
- Negicco - Nao☆、Megu、Kaede
- プロデュース - connie
- マスタリング - 茅根裕司
- マネジメント - 熊倉維仁（EH クリエイターズ）
- マネジメント - 石川直美（EH クリエイターズ）
- ディレクション - 雪田容史（EH クリエイターズ）
- 製作総指揮 - 嶺脇育夫（TOWER RECORDS）
- レーベル・プロデュース - 吉野省吾（TOWER RECORDS）
- レーベル・A&R - 笠原時生（TOWER RECORDS）

- アートディレクション - 伊藤岳
- 撮影 - 佐藤勲
- 衣装 - 戸村優香
- ヘアメイク - 間篠美歩
- 美術 - 入江和宏

- 撮影、編集（ティザー、メイキング） - 佐藤敬

- Special Thanks - BEAMS、TOKYO CULTUART by BEAMS
- Morale Booster - All Staff & All Fans!!!

### Never Ending Story
- プロデュース Keishi Tanaka
- ドラムス 小宮山純平
- ベース 田口恵人
- ギター 四本晶
- サックス 黒須遊
- トランペット 阿部健太
- ヴァイオリン 銘苅麻野
- シンセサイザー 田中啓史

- ヴォーカル録音 井上一郎
- ヴォーカル録音スタジオ N-TRIBE
- ヴォーカルディレクション Keishi Tanaka、connie
- バンド録音 柳田亮二
- バンド録音スタジオ BAZOOKA STUDIO
- ミキシング 兼重哲哉

### キミはドリーム
- プロデュース 石濱翔（MONACA）
- ドラムス、ピアノ sugerbeans
- ベース 鹿島達彦
- ギター 設楽博臣
- コーラス 辻純更
- プログラミング 石濱翔（MONACA）

- ヴォーカル録音 井上一郎
- ヴォーカル録音スタジオ N-TRIBE
- ヴォーカルディレクション 石濱翔（MONACA）、connie
- バンド録音、ミキシング 浅野浩伸（redefine）
- バンド録音スタジオ、ミキシングスタジオ Splash Sound Studio

### スマホに写らない
- プロデュース 思い出野郎Aチーム
- ギター 斎藤録音
- ベース 長岡智顕
- キーボード 宮本直明
- ドラムス 岡島良樹
- トランペット 高橋一
- サックス 増田薫
- トロンボーン 山入端祥太

- 思い出野郎Aチーム by courtesy of KAKUBARHYTHM

- ヴォーカル録音 井上一郎
- ヴォーカル録音スタジオ N-TRIBE
- ヴォーカルディレクション 高橋一、connie
- バンド録音 田中章義
- バンド録音スタジオ Studio Greenbird、Bigfish Sounds
- ミキシング 田中章義

### 愛、かましたいの
- プロデュース 堂島孝平
- 編曲：石崎光

- リッケンバッカー、メロトロン、ヴォックスオルガン、オムニコード、グロッケンシュピール、エレクトロニクス 石崎光（cafelon）
- フェンダーベース 鹿島達也（鹿の一族）
- ラディックドラムス 玉田豊夢（C.C.KING）
- ティンパニ、タンバリン、カスタネッツ、グロッケンシュピール 高橋結子（GOMES THE HITMAN）
- ヴァイオリン 岡村美央
- ハンドクラップ&シャウト 愛かまし隊
- 銅鑼 connie
- コーラス Negicco + 堂島孝平

- ミキシング 兼重哲哉
- ミキシングスタジオ SOUND ARTS
- バンド録音 田本雅浩（S.O.L.I.D sound lab）、石崎光（LONDON studio）
- バンド録音スタジオ SOUNDCREW STUDIO、LONDON studio
- アシスタント おすぎ（SOUNDCREW STUDIO）
- ヴォーカル録音 井上一郎
- ヴォーカル録音スタジオ N-TRIBE
- ヴォーカルディレクション 堂島孝平

- コーディネート 吉田智（Sony Music Entertainment）
- 堂島孝平 by the courtesy of Imperial Records TEICHIKU ENTERTAINMENT,INC.

### Tell me why?
- プロデュース connie

- プログラミング connie

- ヴォーカル録音 井上一郎
- ヴォーカル録音スタジオ N-TRIBE
- ヴォーカルディレクション connie
- ミキシング 兼重哲哉

### She's Gone
- プロデュース シャムキャッツ

- アコースティックギター 夏目知幸
- エレクトリックギター 菅原慎一
- ベース 大塚智之
- ドラムス 藤村頼正

- ヴォーカル録音 井上一郎
- ヴォーカル録音スタジオ N-TRIBE
- ヴォーカルディレクション connie
- バンド録音 柏井日向
- バンド録音スタジオ Bigfish Sounds
- ミキシング 兼重哲哉

### カリプソ娘に花束を
- プロデュース connie

- オルガン、キーボード 斎藤 "JxJx" ジュン
- ギター ヨシザワ "MAURICE" マサトモ
- ギター シライシ "JICHO" コウジ
- ベース タカダ "DAATAKA" ヒロユキ
- ドラムス タナカ "ZEERAY" レイジ
- トロンボーン ハットリ "SHORTY" ヤスヒコ
- パーカッション 松井泉

- YOUR SONG IS GOOD by courtesy of KAKUBARHYTHM

- ヴォーカル録音 井上一郎
- ヴォーカル録音スタジオ N-TRIBE
- ヴォーカルディレクション connie
- バンド録音 柳田亮二
- バンド録音スタジオ STUDIO MECH
- ミキシング 兼重哲哉

### そして物語は行く
- プロデュース connie

- CRCK/LCKS（クラックラックス）
- サックス、シンセサイザー 小西遼
- キーボード 小田朋美
- ギター 井上銘
- ベース 越智俊介
- ドラムス 石若駿

- プログラミング connie

- ヴォーカル録音 井上一郎
- ヴォーカル録音スタジオ N-TRIBE
- ヴォーカルディレクション connie
- バンド録音 向啓介
- バンド録音スタジオ 世田谷 REC Studio
- ミキシング 兼重哲哉

### ノスタルジア
- プロデュース ザ・なつやすみバンド

- ピアノ 中川理沙
- ベース 高木潤
- ドラムス 村野瑞希
- スティールパン MC,sirafu
- コーラス ザ・なつやすみバンド
- ストリング・アレンジ、チェロ 関口将史
- ヴァイオリン、ヴィオラ 須原杏

- ヴォーカル録音 井上一郎
- ヴォーカル録音スタジオ N-TRIBE
- ヴォーカルディレクション connie
- バンド録音、ミキシング 葛西敏彦（studio ATLIO）
- バンド録音アシスタント 飯塚晃弘（studio ATLIO）
- バンド録音スタジオ studio ATLIO

### グッデイ・ユア・ライフ（下り ver.）
- プロデュース connie

- プログラミング、ヴォーカル connie
- ピアノ、オルガン 長谷泰宏（ユメトコスメ）
- ギター 奥田健介（NONA REEVES）

- ヴォーカル録音 井上一郎
- ヴォーカル録音スタジオ N-TRIBE
- ヴォーカルディレクション connie
- ミキシング 兼重哲哉

### 硝子色の夏
- プロデュース ミト（クラムボン）

- ギター 福原将宜
- ドラムス 山本真央樹
- クロマッチク・ハーモニカ 西脇辰弥
- コーラス Meg
- アザー・インストゥルメンツ ミト（クラムボン）

- ヴォーカル録音 井上一郎
- ヴォーカル録音スタジオ N-TRIBE
- ヴォーカルディレクション connie
- バンド録音、ミキシング 兼重哲哉
- バンド録音スタジオ POWER HOUSE STUDIO

### 雫の輪
- プロデュース 冨田恵一

- インストゥルメンタルズ、トリートメンツ 冨田恵一

- ヴォーカル録音 井上一郎
- ヴォーカル録音スタジオ N-TRIBE
- ヴォーカルディレクション connie
- 録音、ミキシング 冨田恵一
- 録音スタジオ、ミキシングスタジオ TOMITA LAB STUDIO

### 15
- プロデュース connie

- プログラミング connie

- ヴォーカル録音 井上一郎
- ヴォーカル録音スタジオ N-TRIBE
- ヴォーカルディレクション connie
- ミキシング 兼重哲哉

### 菜の花
- プロデュース 北川勝利（ROUND TABLE）

- ヴォーカル Nao☆（Negicco）

- ベース、アコースティックギター、プログラミング、タンバリン 北川勝利
- ピアノ 末永華子
- エレキギター 山之内俊夫
- ストリングス・プログラミング Tansa

- ヴォーカル録音 井上一郎
- ヴォーカル録音スタジオ N-TRIBE
- ヴォーカルディレクション connie
- バンド録音、ミキシング 香椎茂樹
- バンド録音スタジオ WONDERHOLIC LAB.

### 星のかけら
- プロデュース クロネコ（さよならポニーテール）

- ヴォーカル Megu（Negicco）

- 演奏、プログラミング、ミキシング マウマウ（さよならポニーテール）

- ヴォーカル録音 井上一郎
- ヴォーカル録音スタジオ N-TRIBE
- ヴォーカルディレクション connie

### あの娘が暮らす街（まであとどれくらい?）
- プロデュース 澤部渡

- ヴォーカル Kaede（Negicco）

- ギター、プログラミング 澤部渡
- ドラムス 佐久間裕太
- キーボード 佐藤優介
- パーカッション シマダボーイ
- ベース 清水瑶志郎

- スカート by the courtesy of KAKUBARHYTHM

- ヴォーカル録音 井上一郎
- ヴォーカル録音スタジオ N-TRIBE
- ヴォーカルディレクション connie
- バンド録音、ミキシング 葛西敏彦
- バンド録音スタジオ、ミキシングスタジオ studio ATLIO

### はじまりの場所
- プロデュース connie

- ギター 原田茂幸（Shiggy Jr.）
- ベース 森夏彦（Shiggy Jr.）
- ドラムス 諸石和馬（Shiggy Jr.）
- ピアノ 松本ジュン

- Shiggy Jr.by the courtesy of Victor Entertainment

- ストリングスアレンジ、プログラミング 長谷泰宏（ユメトコスメ）
- ヴァイオリン、ヴィオラ 青柳萌

- ヴォーカル録音 井上一郎
- ヴォーカル録音スタジオ N-TRIBE
- ヴォーカルディレクション connie
- バンド録音 甲斐俊郎
- バンド録音スタジオ SOUND CREW STUDIO
- ミキシング 兼重哲哉

## MY COLOR INSTRUMENTAL
『MY COLOR INSTRUMENTAL』は、2018年10月16日にT-Palette Recordsから発売されるNegicco初のインスト・アルバム（TPRC-0214）。アルバム『MY COLOR』のDisc1に収録されていた13曲のヴォーカルを抜いたインスト音源で構成されている。完全生産限定盤の紙ジャケット仕様でタワーレコード限定での販売。

### インスト・アルバム収録曲
1. Never Ending Story(inst)
作曲・編曲：Keishi Tanaka
2. キミはドリーム(inst)
作曲・編曲：石濱翔（MONACA）
3. スマホに写らない(inst)
作曲・編曲：思い出野郎Aチーム
4. 愛、かましたいの(inst)
作曲：堂島孝平、編曲：石崎光
5. Tell me why?(inst)
作曲・編曲：connie
6. She's Gone(inst)
作曲：夏目知幸、編曲：シャムキャッツ
7. カリプソ娘に花束を(inst)
作曲：connie、編曲：サイトウ “JxJx” ジュン・YOUR SONG IS GOOD
8. そして物語は行く(inst)
作曲：上田知華、編曲：connie・CRCK/LCKS
9. ノスタルジア(inst)
作曲：中川理沙、編曲：ザ・なつやすみバンド
10. グッデイ・ユア・ライフ（下りver.）(inst)
作曲：connie 、編曲：connie・長谷泰宏
11. 硝子色の夏(inst)
作曲・編曲：ミト（クラムボン）
12. 雫の輪(inst)
作曲・編曲：冨田恵一、プロデュース by 冨田恵一
13. 15(inst)
作曲・編曲：connie